# Dimanche du Pharisien et du Publicain
Le dimanche du Pharisien et du Publicain est une célébration des Églises d'Orient — Églises orthodoxes et Églises catholiques de rite byzantin — qui a lieu dix semaines avant Pâques (P - 70) et marque le début du cycle liturgique pascal du rite orthodoxe Au cours de ce dimanche, le fidèle est invité à méditer sur la parabole du Pharisien et du Publicain (Luc, 18, 10-14). Celle-ci célèbre l'humilité, l'ouverture aux autres et à la Grâce divine ; elle débute, pour les fidèles, la période du petit carême qui s'étend du dimanche du Pharisien et du Publicain au dimanche du Pardon (P - 49).

## Parabole du Pharisien et du Publicain
La parabole du Pharisien et du Publicain se trouve dans Luc, 18, 10-14. Voici la traduction qu'en donne Louis Segond :
« 
Deux hommes montèrent au temple pour prier ; l'un était pharisien, et l'autre collecteur des taxes. Le pharisien, debout, priait ainsi en lui-même : « O Dieu, je te rends grâce de ce que je ne suis pas comme le reste des hommes, qui sont rapaces, injustes, adultères, ou encore comme ce collecteur des taxes : je jeûne deux fois la semaine, je donne la dîme de tous mes revenus. » Le collecteur des taxes, lui, se tenait à distance ; il n'osait même pas lever les yeux au ciel, mais il se frappait la poitrine et disait : « O Dieu, prends en pitié le pécheur que je suis ! » Eh bien, je vous le dis, c'est celui-ci qui redescendit chez lui justifié, plutôt que celui-là. Car quiconque s'élève sera abaissé, mais celui qui s'abaisse sera élevé.
 »

## Interprétation orthodoxe
La parabole du Pharisien et du Publicain invite les chrétiens orthodoxes à réfléchir à leur propre état spirituel. Conclusion de la parabole :, « celui qui s'élève sera abaissé, celui qui s'abaisse sera élevé. » C’est pourquoi le fidèle doit préférer l’exemple du Publicain. Les recommandations de l'Église orthodoxe pour ce dimanche sont de prendre conscience de ses péchés, de chercher à retrouver l’humilité nécessaire pour implorer véritablement la miséricorde divine, de se mettre dans l’état d’attention et de disponibilité à la Grâce divine dont avait témoigné le Publicain.

## Célébration
Le dimanche du Pharisien et du Publicain est célébré 70 jours avant Pâques. Il marque le début du petit carême. Au cours de la semaine qui suit, on recommande au croyant de méditer sur l'humilité, à l'exemple du Publicain. La consommation de viande reste autorisée tous les jours. Dès ce dimanche, les rideaux de l'autel des Églises arméniennes orthodoxes sont fermés, la Divine Liturgie est célébrée à l'abri du regard des fidèles et l'Eucharistie n'est pas distribuée.

### Hymnographie

#### Stichèresaulucernairedesvêpres(ton 1)
Frères, ne prions pas comme le Pharisien 

    Car celui qui s'élève lui-même sera abaissé 

    Humilions nous devant Dieu 

    appelant dans le jeûne comme le Publicain 

    Dieu, pardonne nous qui avons péché. 

    Le Pharisien vaincu par la vanité 

    et le Publicain courbé sous le repentir 

    s'approchèrent de Toi le seul Maître 

    L'un qui se glorifiait fut privé des biens 

    Mais l'autre qui n'osait parler fut digne des dons 

    Dans ces gémissements affermis moi 

    Christ Dieu qui aimes l'homme.

#### Kondakion(Ton 4)
Fuyons l'orgueil du Pharisien 

    Mais apprenons l'humilité du Publicain 

    Implorons et invoquons le Sauveur 

    Pardonne nous, seul Réconciliateur. 

#### AutreKondakion(Ton 3)
Pécheurs, comme le Publicain implorons le Seigneur 

    Il est notre Maître, prosternons nous devant Lui 

    Car Il veut le salut de tous les hommes et donne l'absolution à ceux qui se repentent 

    Il s'est incarné pour nous, Dieu avec le Père sans commencement. 

#### Ikos
Frères, humilions nous tous. De nos gémissements, de nos implorations frappons notre conscience, 

    afin que dans le jugement éternel, fidèles et innocents, nous puissions trouver l'absolution.

    Là est le vrai repos, et prions pour le voir.

    Là passeront la souffrance, la tristesse et les gémissements du cœur, 

    en l'Éden merveilleux que créa le Christ, Dieu avec le Père sans commencement. 

### Lectures
- Deuxième épître à Timothée 3, 10-15
- Évangile de Luc 18, 10-14